# اودا نوبوناگا (درام تلویزیونی ۱۹۸۹)
اودا نوبوناگا (به ژاپنی: 織田信長) نام یک تله‌فیلم جیدای‌گکی (تاریخی ژاپنی) از سری فیلم‌های تاریخی برنامه ویژه جیدای‌گکی تی‌بی‌اس است؛ که توسط شبکه تلویزیونی تی‌بی‌اس در سال ۱۹۸۹ میلادی ساخته شده و در روز اول ژانویه پخش شده‌است. ساعت پخش این قسمت از ۱۸:۰۰ تا ۲۲:۵۴ ۲۹۴ دقیقه بوده و از شبکه خبری ژاپن پخش شده‌است. در این درام تلویزیونی نقش اودا نوبوناگا توسط واتانابه کن ایفا شده‌است.